# Estrutura mundial das Testemunhas de Jeová
As congregações dos Estudantes da Bíblia (que adotaram o nome Testemunhas de Jeová a partir de 1931) aumentaram de número nos Estados Unidos, no Canadá e na Europa durante a vida de Charles Taze Russell.
Nos finais da década de 70 do Século XIX, várias pessoas liam com interesse os artigos publicados por Russell. Em Julho de 1879 passaram a ser assinantes da revista "A Torre de Vigia de Sião" (atualmente "A Sentinela") e estudavam as publicações editadas pela "Sociedade Torre de Vigia de Tratados de Sião", constituída no ano de 1881 em Pittsburgo, Pensilvânia, Estados Unidos. Esta sociedade editora, posteriormente designada como "Sociedade Torre de Vigia de Bíblias e Tratados da Pensilvânia", passou a ser usada como o principal instrumento legal daquele grupo de pessoas que vieram a ser conhecidos por Estudantes da Bíblia e, décadas mais tarde, por Testemunhas de Jeová. A sociedade editava também as publicações e cartas que serviam como fonte de orientação doutrinária e de todos os procedimentos para a realização das suas reuniões bem como do seu movimento internacional de evangelização.
Com o passar do tempo, o termo abreviado "Sociedade Torre de Vigia", ou simplesmente "Sociedade" tornou-se sinónimo do Corpo Governante, o grupo de homens responsáveis pelas atividades mundiais das Testemunhas de Jeová.

## Corpo Governante
O Corpo Governante das Testemunhas de Jeová é formado por um órgão central de homens mais experientes, usualmente designados anciãos, cujo número tem variado ao longo dos últimos 35 anos. Este grupo colegial tem a responsabilidade de  promover e  coordenar  a obra das Testemunhas de Jeová em dezenas de milhares de congregações. O Corpo Governante designa homens  qualificados que, por sua vez, são autorizados a designar anciãos e servos ministeriais para cuidar das congregações. As Testemunhas de Jeová em todo o mundo respeitam essas designações.
As Testemunhas de Jeová baseiam a necessidade de existência de um Corpo Governante, ou órgão central administrativo, por estabelecerem uma comparação com o que acontecia nas congregações do Século I EC. Naquele tempo, os "apóstolos e anciãos em Jerusalém" enviavam cartas e emissários às congregações. (Atos 15:22-29) O Corpo Governante das Testemunhas de Jeová afirma seguir este precedente bíblico ao enviar cartas, publicações bíblicas e superintendentes viajantes, com o objectivo de corrigir, instruir, orientar e encorajar todas as Testemunhas de Jeová. (Mateus 24:45-47)
Apesar dos membros do Corpo Governante se assumirem como "cristãos ungidos" pelo espírito santo de Deus, afirmam que são co-cristãos e não amos da fé de cada Testemunha de Jeová. Não alegam serem inspirados por Deus ou terem o dom de profetizar, ao contrário do que se atribui aos escritores do texto bíblico. Reconhecem ser humanos imperfeitos e não se afirmam infalíveis, nem como pessoas nem no exercício das suas funções, e têm reconhecido erros relacionados com expectativas, determinadas doutrinas ou procedimentos. (Atos 1:6; Sofonias 3:12) Várias vezes reconhecem nas publicações da Sociedade Torre de Vigia que a sua visão sobre certos assuntos era incorrecta e que se fizeram esforços para aprofundar conhecimentos bíblicos para se adotarem medidas mais compatíveis com o que consideram ser a verdade da Bíblia. (Provérbios 2:3-5; Daniel 12:4)

### Evolução do conceito
Desde 1884 até 1971, os 7 membros da Directoria da Sociedade Torre de Vigia, e em particular o seu Presidente, tiveram uma grande influência nas decisões tomadas e na orientação de toda a organização a nível mundial. A partir de 1944, surgiu o conceito que que a Directoria da Sociedade constituía "um Corpo Governante" para todas as Testemunhas de Jeová. A actual noção de Corpo Governante surge em 1971. Desde de Janeiro de 1976, o funcionamento do Corpo Governante foi estruturado em 6 comissões administrativas, cada uma designada para cuidar de certos aspectos das suas actividades mundiais. Novos ajustes foram introduzidos em 1992 e em 2000.

## Filiais e congéneres da Sociedade
Até 1976, a supervisão de cada filial e congénere da Sociedade Torre de Vigia era entregue a um só homem. No entanto, na sequência dos ajustes no funcionamento do principal órgão governativo da organização, em 1 de Fevereiro de 1976 todas as filiais e passaram também ter uma Comissão de Filial composta de homens considerados capazes designados pelo Corpo Governante, mediante a sua Comissão do Serviço. Cada Escritório de Filial é organizado em diferentes departamentos, consoante as suas necessidades. O trabalho da Comissão de Filial é supervisionado pelo Coordenador da Comissão de Filial, escolhido dentre os seus pares e servindo nessa função por tempo indeterminado. Existe ainda um rodízio anual na presidência das reuniões da Comissão de Filial, que ocorre a 1 de Janeiro de cada ano.
O livro Procedimentos Organizacionais (lançado em 1977 e revisado em Fevereiro de 2003), é o manual que contém as normas e regras que governam todas as filiais e congéneres da Sociedade Torre de Vigia de Bíblias e Tratados e seus complexos gráficos. Outras orientações adicionais são recebidas nas publicações, em sessões de treino periódico ou em cartas internas. Em Brooklyn, a partir de Dezembro de 1977, iniciou-se um curso especial, de cinco semanas, para membros de Comissões de Filial.
A responsabilidade da Comissão de Filial é cuidar das necessidades de todas as congregações no seu território, as quais poderão ascender às muitas centenas, compostas por dezenas de milhares de Testemunhas de Jeová. Certificam-se que toda a população do país ou países sob a sua supervisão possam ser contactados regularmente com a mensagem que pregam, providenciam que as Testemunhas e as pessoas interessadas possam obter Bíblias e publicações baseadas nela, estruturam os circuitos e os distritos em que distribuem as congregações, designam homens capazes para cuidar de cada congregação, cuidam dos interesses dos missionários e outros trabalhadores ou pregadores de tempo integral, efectuam preparativos para a realização de grandes Assembleias e Congressos, cuidam de aspectos legais relacionados com a construção e propriedade de Salões do Reino e de Assembleias, entre muitas outras tarefas, todas elas sob a orientação directa do Corpo Governante.
Nos países onde não existe uma Filial da Sociedade Torre de Vigia, é usual a formação de uma Comissão do País que trabalha sob a supervisão da Comissão de Filial designada àquela região.
Em 1955, existiam 77 filiais da Sociedade Torre de Vigia sendo que a sua supervisão directa cabia ao Presidente da Sociedade. Em face da dificuldade desta tarefa, programou-se dividir a Terra em dez zonas, cada zona compreendendo certo número de filiais da Sociedade. Homens qualificados da sede de Brooklyn e experientes Superintendentes de Filial foram designados como servos de zona (hoje chamados Superintendentes Zonais) e foram treinados para esse trabalho. Em 1 de janeiro de 1956, o primeiro desses servos de zona inaugurou esse novo serviço de visitar as filiais. Em 1992, mais de 30 homens experientes, incluindo membros do Corpo Governante, serviam na qualidade de Superintendentes Zonais. Actualmente existem mais de cem filiais, sendo que algumas deles supervisionam a actividade em países estrangeiros. Por exemplo, a Filial de Portugal, além de cuidar dos interesses das Testemunhas de Jeová no território continental e arquipélagos da Madeira e Açores, supervisiona ainda a actividade realizada em Cabo Verde e São Tomé e Príncipe.
Em 2022 existiam 86 filiais e congéneres da Sociedade em todo o mundo, coordenando a actividade das Testemunhas em 239 países e regiões autónomas . As filiais são agrupadas em conjuntos, cada um deles chamado de Zona Internacional. Anualmente, cada zona recebe a visita de um Superintendente Zonal, designado pela Comissão do Serviço do Corpo Governante. O trabalho primário destes superintendentes é ajudar a Comissão de Filial a lidar com problemas ou perguntas que talvez surjam relacionadas com a obra de evangelização. Também, é usual que se reúnam com os missionários que trabalham sob a supervisão da Comissão de Filial visitada. Examina os registos mantidos para a operação da Filial, inspecciona as gráficas ou outras instalações e mostra particular interesse no andamento da obra de pregação realizada no país ou região bem como na condição espiritual das congregações supervisionadas pela Comissão de Filial visitada. Quando possível, utilizam-se Salões de Assembleias ou locais públicos alugados para a realização de uma reunião especial para a qual podem ser convidados todos os publicadores de um país ou de uma região do país.

### Serviço de Betel
Betel ou "Casa de Deus", é a designação usada entre as Testemunhas de Jeová para se referirem ao conjunto de edifícios administrativos, complexos gráficos, fazendas e edifícios residenciais para os seus trabalhadores permanentes, todos eles sob a supervisão de uma Comissão de Filial, num determinado país ou conjunto de países. Todos estes bens imóveis pertencem à Sociedade Torre de Vigia de Bíblias e Tratados ou às suas congéneres.
Tomando como exemplo o Brasil, o conjunto dos edifícios administrativos, complexos gráficos e blocos residenciais pertencentes à filial da Sociedade Torre de Vigia daquele país, ali designada por Associação das Testemunhas Cristãs de Jeová, é habitualmente chamado de "Betel do Brasil". O Betel do Brasil está situado no município de Cesário Lange, no estado de São Paulo. O Betel de Portugal, que serve de sede à filial da Sociedade Torre de Vigia, designada por Associação das Testemunhas de Jeová naquele país, está situado em Alcabideche, a alguns quilómetros de Lisboa.
Os trabalhadores voluntários que trabalham nestes locais por Tempo Integral, usualmente chamados de betelitas, integram a Ordem Mundial dos Servos Especiais de Tempo Integral. A escolha de novos membros é feita pela Comissão de Filial e designados mediante a Comissão de Pessoal do Corpo Governante. Os novos membros cursam a Escola de Iniciantes de Betel, que visa a sua formação pessoal e integração na rotina do Serviço em Betel, e recebem um manual intitulado Morar Juntos em União.
Os betelitas encaram a sua permanência em Betel como fazendo parte de uma família. Assim, entre as Testemunhas de Jeová, é habitual usar-se a expressão família de Betel tanto para designar todos os membros que trabalham numa determinada filial como em todas elas, como família global.

### Ordem Mundial dos Servos Especiais de Tempo Integral
Desde 1995, que todos os trabalhadores voluntários da Associação Torre de Vigia (incluindo os membros do Corpo Governante), tanto na sede mundial como nas respectivas filiais e congéneres (chamados de Betelitas), pioneiros especiais e missionários, superintendentes de Circuito, fazem uma dedicação por escrito como membros da Ordem Mundial dos Servos Especiais de Tempo Integral das Testemunhas de Jeová. São dessa forma considerados trabalhadores voluntários não-remunerados. Recebem uma pequena ajuda de custo para despesas pessoais prementes (se casados, suas esposas também recebem), como consequência directa do seu serviço religioso de Tempo Integral. Segundo o Anuário das Testemunhas de Jeová de 2016, no mundo inteiro, um total de 26.011  ministros ordenados servem nas Filiais.(https://www.jw.org/pt/publicacoes/livros/anuario-2016/totais-gerais-2015/) Todos são membros da Ordem Mundial dos Servos Especiais de Tempo Integral das Testemunhas de Jeová.
Espera-se que estas pessoas, trabalhem voluntariamente em Betel ou sirvam como missionários ou Superintendentes Viajantes, sejam especialmente exemplares na sua conduta e na aplicação dos princípios éticos e de moral apresentados na Bíblia, encarando a sua posição como um serviço que prestam aos demais. Independentemente do seu trabalho, que consideram um alto privilégio, todos eles estão sujeitos às mesmas instruções e obrigações como qualquer outra Testemunha de Jeová e, portanto, a negligência no cumprimento dos seus deveres pode resultar na perda do seu privilégio e, em caso de violação séria dos princípios da Bíblia, poderão ser desassociados da organização.

## Circuitos e Distritos
As congregações sob a jurisdição de uma Filial, são agrupadas em conjuntos de cerca de 20 congregações, incluindo grupos isolados. Este conjunto é chamado de Circuito. Semestralmente, cada congregação recebe a visita de um Superintendente de Circuito, que se inicia à terça-feira e termina ao domingo. Trata-se de um Superintendente Viajante cuja responsabilidade é verificar o andamento dos assuntos na congregação visitada, encorajando e animando os seus membros, reunindo-se com os seus Anciãos, Servos Ministeriais e Pioneiros Regulares. Cuida de alguma dificuldade premente que lhe seja apresentada, profere discursos à congregação e participa com ela no seu serviço de evangelização durante a semana. Caso seja casado, a sua esposa acompanha-o e participa no serviço de evangelização junto com as Testemunhas locais. Caso o circuito seja extenso, é usual os Superintendentes Viajantes permanecerem hospedados na casa de um dos membros da congregação. Estes anciãos viajantes são recomendados pela Comissão de Filial e nomeados pela Comissão de Serviço do Corpo Governante, dentre os anciãos experientes que estão no serviço de Tempo Integral. No final de cada visita enviam um relatório ao Escritório da Filial.
Um Distrito é formado por cerca de 20 circuitos.  É recomendado pela Comissão de Filial e nomeado pela Comissão de Serviço do Corpo Governante, dentre os superintendentes de Circuito mais experientes. Ele é directamente responsável pelo ensino transmitido nas Assembleias de Circuito do seu Distrito e preocupa-se em ajudar os Superintendentes de Circuito nas suas respectivas tarefas, dando conselhos e orientações. No final de cada visita a um Circuito enviam um relatório ao Escritório da Filial.
Anualmente, realizam-se reuniões de grandes dimensões chamadas de Congresso Regional, (anteriormente Congresso de Distrito) reunindo um ou mais Distritos inteiro ou parte do mesmo. Estas são realizadas em Salões de Assembleias das Testemunhas de Jeová ou em locais locados ou alugados para o efeito, tal como recintos desportivos. Os oradores participantes são seleccionados pelo Escritório da Filial.
Desde 1999, os superintendentes (anciãos) de Circuito e de Distrito recebem treinamento numa nova escola chamada de Escola de Superintendentes Viajantes. Muitos deles, já haviam antes frequentado a Escola Bíblica de Gileade ou a Escola de Treinamento Ministerial. Até 2005, 13 turmas cursaram a Escola para Superintendentes Viajantes no Centro Educacional da Torre de Vigia em Patterson, Nova York, Estados Unidos. Mais de 600 Superintendentes de Circuito e de Distrito do Canadá e dos Estados Unidos fizeram o curso. Durante o ano de serviço de 2004, a escola também passou a ser realizada em 87 outras filiais. Em 23 dessas, as turmas incluíam alunos de outros países.
Em meados de 2011, foi descontinuado o arranjo que instituía nas cidades com duas ou mais congregações, um ancião congregacional designado pela Comissão de Filial como Superintendente de Cidade, para cooperar com os diversos superintendentes viajantes.

## Assembleias e congressos

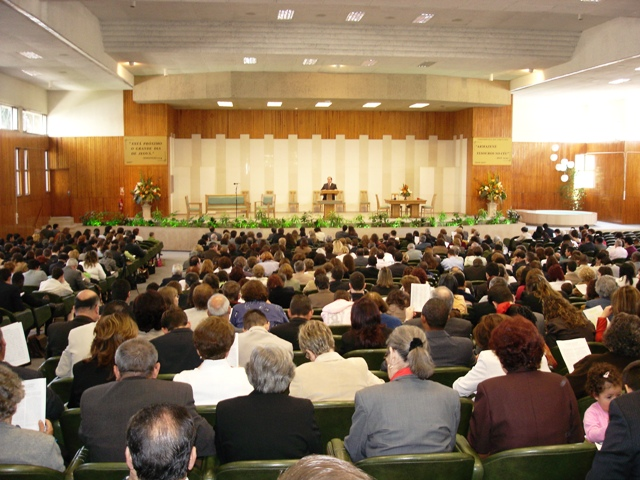
Aspecto interior do auditório principal do Salão de Assembleias de Carnaxide, em Portugal - Assembleia de Circuito em Abril de 2007

A primeira vez que os Estudantes da Bíblia, como então se designavam as Testemunhas de Jeová, efectuaram um grande ajuntamento foi em 1893, na cidade de Chicago, Illinois, EUA. A assistência foi de 360 pessoas e 70 novos membros foram batizados.
Na actualidade, realizam-se anualmente assembleias reunindo um Circuito inteiro ou parte do mesmo, chamadas de Assembleia de Circuito com o Superintendente de Circuito, e a Assembleia de Circuito com o Representante da Filial. Estes eventos locais são assistidos por centenas e até milhares de pessoas. ( Levítico 23:4)
Estas Assembleias são supervisionadas pelo Superintendente de Circuito que convida alguns anciãos mais experientes do Circuito para o proferimento dos diversos discursos programados pela Comissão de Ensino do Corpo Governante, debaixo de um tema geral. (1 Coríntios 14:40) Os arranjos mecânicos relacionados com a Assembleia também estão sob a sua supervisão, tal como o arranjo do local, serviços de som, indicadores, entre outros. Geralmente reúne-se um dia antes da Assembleia de Circuito com os Pioneiros Regulares do circuito para prover-lhes treinamento básico e encorajamento. (Hebreus 10:24,25)
Anualmente, realizam-se reuniões de grandes dimensões chamadas de Congresso Regional, reunindo um Distrito inteiro ou parte do mesmo. Estas são realizadas em Salões de Assembleias das Testemunhas de Jeová ou em locais locados ou alugados para o efeito, tal como recintos desportivos. Os oradores participantes são seleccionados pelo Escritório da Filial. Filiais ou congéneres menores poderão considerar ser mais prático reunir todas as congregações sob a sua jurisdição num só local, realizando assim um Congresso Nacional. A estes congressos anuais chegam a assistir vários milhares ou mesmo algumas dezenas de milhares de pessoas. (Êxodo 12:16)
Note o que ocorreu em alguns dos últimos congressos:
- "Obediência a Deus" em 2005

Foi lançado um novo livro de 224 páginas intitulado O Que a Bíblia Realmente Ensina?
- "Aproxima-se o Livramento!" em 2006

Realizado em 155 países foi o primeiro Congresso a ser anunciado através de uma campanha mundial de convites distribuídos pessoalmente pelas Testemunhas. Foi lançado o novo livro de 192 páginas com o título Viva tendo em mente o dia de Jeová.
- "Siga a Cristo!" em 2007

Lançou-se o novo livro de 192 páginas intitulado  'Venha Ser Meu Seguidor' .
- "Guiados Pelo Espírito de Deus" em 2008

Lançou-se um livro de 320 páginas intitulado Os Jovens Perguntam - Respostas Práticas II e o livro Mantenha-se no Amor de Deus
- "Mantenha-se Vigilante" em 2009

Lançou-se o livro Dê Testemuno Cabal sobre o Reino de Deus, o DVD As maravilhas da Criação Revelam A Glória de Deus, a brochura intitulada A Bíblia - Qual é a sua Mensagem? e um novo conjunto de 135 cânticos (consequentemente lançados também como cancioneiro Cantemos a Jeová)
- "Continue Achegado a Jeová" em 2010

Lançou-se as brochuras A Vida - Teve um Criador? e A Origem da Vida - Cinco Perguntas Que Merecem Respostas, o livro de 192 páginas intitulado Jeremias e a Mensagem de Deus para Nós e o DVD Testemunhas de Jeová - Fé em Ação, Parte 1 - Da Escuridão para a Luz
- "'Venha o Reino de Deus!'" em 2011

Lançou-se as brochuras Escute a Deus e Viva para Sempre, uma versão reduzida intitulada Escute a Deus, uma versão revisada do livro Os Jovens Perguntam - Respostas Práticas I e o DVD Testemunhas de Jeová - Fé em Ação, Parte 2 - Deixem a luz brilhar!, sendo este ultimo o segundo duma série de dois DVD's que contam a história recente das Testemunhas de Jeová.
- "'Proteja seu Coração'" em 2012

Lançou-se as brochuras Boas Notícias de Deus para Você!, Quem Está Fazendo a Vontade de Jeová Hoje?, e o DVD "Ande pela Fé, Não pela Vista", Torne-se Amigo de Jeová.
- "'A Palavra de Deus É a Verdade'" em 2013

Lançou-se a brochura Minhas Primeiras Lições da Bíblia, folhetos O que você acha da Bíblia?, O que você espera do futuro?, O sofrimento vai acabar algum dia?, Qual o segredo para ter uma família feliz?, Quem controla o mundo? o livro de 208 páginas com o título Imite a Sua Fé, e o DVD O Filho Pródigo Retorna.
- "'Continue a Buscar Primeiro o Reino'" em 2014

Lançou-se o livro de 239 páginas com o título de "O Reino de Deus já Governa", as brochuras "Ensine seus Filhos" e "Você Pode Ter Uma Família Feliz", e um filme em DVD com o título "Estas Palvras Tem de Estar no Teu Coração".
- "'Imite a Jesus" em 2015

(Isaías 54:13; Apocalipse 7:16,17)

### Congressos Internacionais
Sob a supervisão do Corpo Governante, realizam-se  periodicamente Congressos Internacionais  em diversos países espalhados pelos cinco continentes. Utilizam-se estádios desportivos ou outros locais convenientes, que possam comportar as grandes multidões que costumam comparecer a esses eventos. Como exemplo pode referir-se o Congresso Internacional de 1985, sob o tema Mantenedores da Integridade, que no Brasil reuniu quase 250 mil pessoas nos dois maiores estádios do país, a saber, o Maracanã com 86.410 pessoas e o Morumbi com 162.941 pessoas, recebendo delegações de onze países.  O Congresso Internacional (ou Assembleia Internacional como se designava na época) que reuniu maior número de pessoas numa única cidade, realizou-se em Nova Iorque, entre os dias 27 de Julho a 3 de Agosto de 1958, sob o tema Vontade Divina. Mais de 250 mil pessoas lotaram o Estádio Ianque e o vizinho Campo de Pólo. Esta notável reunião juntou congressistas de pelo menos 123 países e grupos de ilhas. Neste Congresso, 7.136 pessoas foram batizados na praia de Orchard, a alguns quilómetros de distância. Durante muitos anos, este foi o maior batismo em massa, num só local, realizado pelas Testemunhas de Jeová.

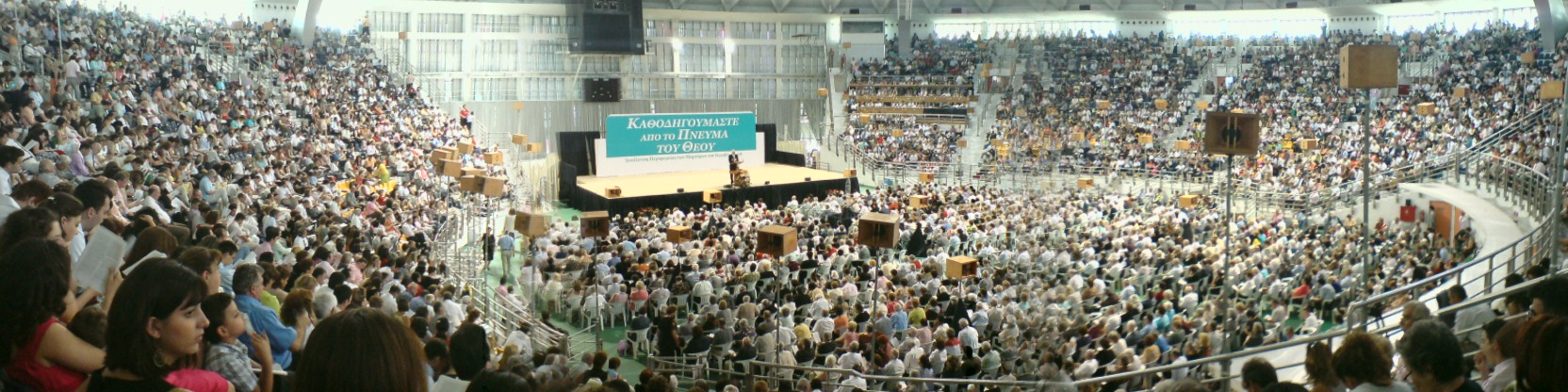
Congresso de Distrito realizado em Tessalônica, Grécia

 (Isaías 2:2,3; Atos 6:7; 1Coríntios 3:7)
Os Congressos Internacionais costumam ter uma duração de três dias, geralmente de sexta-feira a domingo. Tal como nos Congressos de Distrito, são proferidos discursos baseados na Bíblia, (Filipenses 4:8) realiza-se a cerimónia de batismo de novos membros, (Atos 2:41) é apresentada uma encenação teatral, muitas vezes com trajes antigos retratando um episódio bíblico, (Romanos 15:4; Hebreus 6:12) são efectuados lançamentos de novas publicações ou traduções da Bíblia num novo idioma e, em alguns anos, são adotadas resoluções após aprovação entusiástica dos presentes. (Salmos 97:11; Hebreus 11:13) O que torna mais distintivo um Congresso Internacional é a existência de delegações de diferentes países que escutam o programa no seu próprio idioma nos sectores do recinto que lhe estão destinados. Isto exige um enorme esforço de organização, (Apocalipse 11:15) incluindo transporte dos congressistas estrangeiros bem como a sua hospedagem, muitas vezes efetuada em casas particulares de Testemunhas locais. Segundo referido pelos congressistas que assistem, estes eventos reforçam o sentimento de união entre as Testemunhas, a maioria das quais se reúne com outras que nunca antes se haviam encontrado. (Salmos 133:1; Colossenses 3:14; João 13:35)
Mais recentemente foram realizados Congressos Internacionais em quatro países europeus: República Tcheca, Eslováquia,  Alemanha e Polónia. Na Alemanha foram utilizados simultaneamente cinco estádios, os mesmos que haviam sido usados pela FIFA, duas semanas antes, durante o Campeonato Mundial de Futebol de 2006. A assistência foi superior a 200 mil pessoas, sendo que, apesar desse contingente de pessoas, não foi usada qualquer equipa de segurança particular ou estatal, em face da organização e bom comportamento das Testemunhas reunidas. (Mateus 5:14,16)

## Congregações
Para mais informações sobre o funcionamento da estrutura local de cada congregação, consulte o tópico Estrutura local das Testemunhas de Jeová

### Sites oficiais das Testemunhas de Jeová
- (em português) - Site oficial das Testemunhas de Jeová
- (em português) - Tradução do Novo Mundo das Escrituras Sagradas Bíblia on-line
- Sedes das Testemunhas de Jeová (Google Maps)
- Sedes das Testemunhas de Jeová (Google Earth, detalhado)

### Outras ligações de interesse
- (em português) - Triângulos Roxos - As vítimas esquecidas do Nazismo
- (em inglês) - Museu do Holocausto em Washington - Secção reservada às Testemunhas de Jeová